# Silke Bauerdorf
Silke Bauerdorf (* 20. Jahrhundert) ist eine ehemalige deutsche Radrennfahrerin und nationale Meisterin im Radsport.

## Sportliche Laufbahn
Bauerdorf war im Straßenradsport und im Bahnradsport in der DDR aktiv. 1984 gewann sie die nationale Meisterschaft in der Einerverfolgung vor Sabine Zierold. 1985 wurde sie Vize-Meisterin hinter Susanne Götze. 1983 war sie Dritte geworden. 1985 siegte sie in der ersten DDR-Meisterschaft im Punktefahren. 
Im Meisterschaftsrennen im Sprint wurde sie 1984 Dritte. Im Zeitfahren kam sie 1983 auf den dritten Rang.
Bei den DDR-Meisterschaften im Straßenrennen wurde sie 1981 Zweite hinter Heidi Klawitter. 1982 und 1983 lautete das Ergebnis der Meisterschaft ebenfalls Klawitter vor Bauerdorf. Beide Fahrerinnen dominierten Anfang der 1980er Jahre den Straßenradsport der Frauen in der DDR. 1985 wurde sie hinter Michaela Schiemenz Vize-Meisterin. 1984 kam sie auf den dritten Rang des Meisterschaftsrennens.
Bauerdorf startete für die SG Dynamo Bischofswerda.